# Ted Wheeler
Pour les articles homonymes, voir Wheeler.
Edward Tevis Wheeler dit Ted Wheeler, né le 31 août 1962 à Portland, est un homme politique américain, membre du Parti démocrate (et anciennement du Parti républicain).
Il est trésorier de l'État de l'Oregon (en) de 2010 à 2016 et maire de la ville de Portland dans l'Oregon de 2017 à 2025.